# Gouvernement Salandra I
Royaume d'Italie
Giolitti IV Salandra II
Le gouvernement Salandra I (Governo Salandra I, en italien) est le gouvernement du royaume d'Italie entre le 21 mars 1914 et le 5 novembre 1914, durant la XXIVe législature.

## Historique

### Président du conseil des ministres
Antonio Salandra